# Monapia
Monapia is een geslacht van spinnen uit de  familie van de Anyphaenidae (buisspinnen).

## Soorten
- Monapia alupuran Ramírez, 1995
- Monapia angusta (Mello-Leitão, 1944)
- Monapia carolina Ramírez, 1999
- Monapia charrua Ramírez, 1999
- Monapia dilaticollis (Nicolet, 1849)
- Monapia fierro Ramírez, 1999
- Monapia guenoana Ramírez, 1999
- Monapia huaria Ramírez, 1995
- Monapia lutea (Nicolet, 1849)
- Monapia pichinahuel Ramírez, 1995
- Monapia silvatica Ramírez, 1995
- Monapia tandil Ramírez, 1999
- Monapia vittata (Simon, 1884)